# Tate Britain

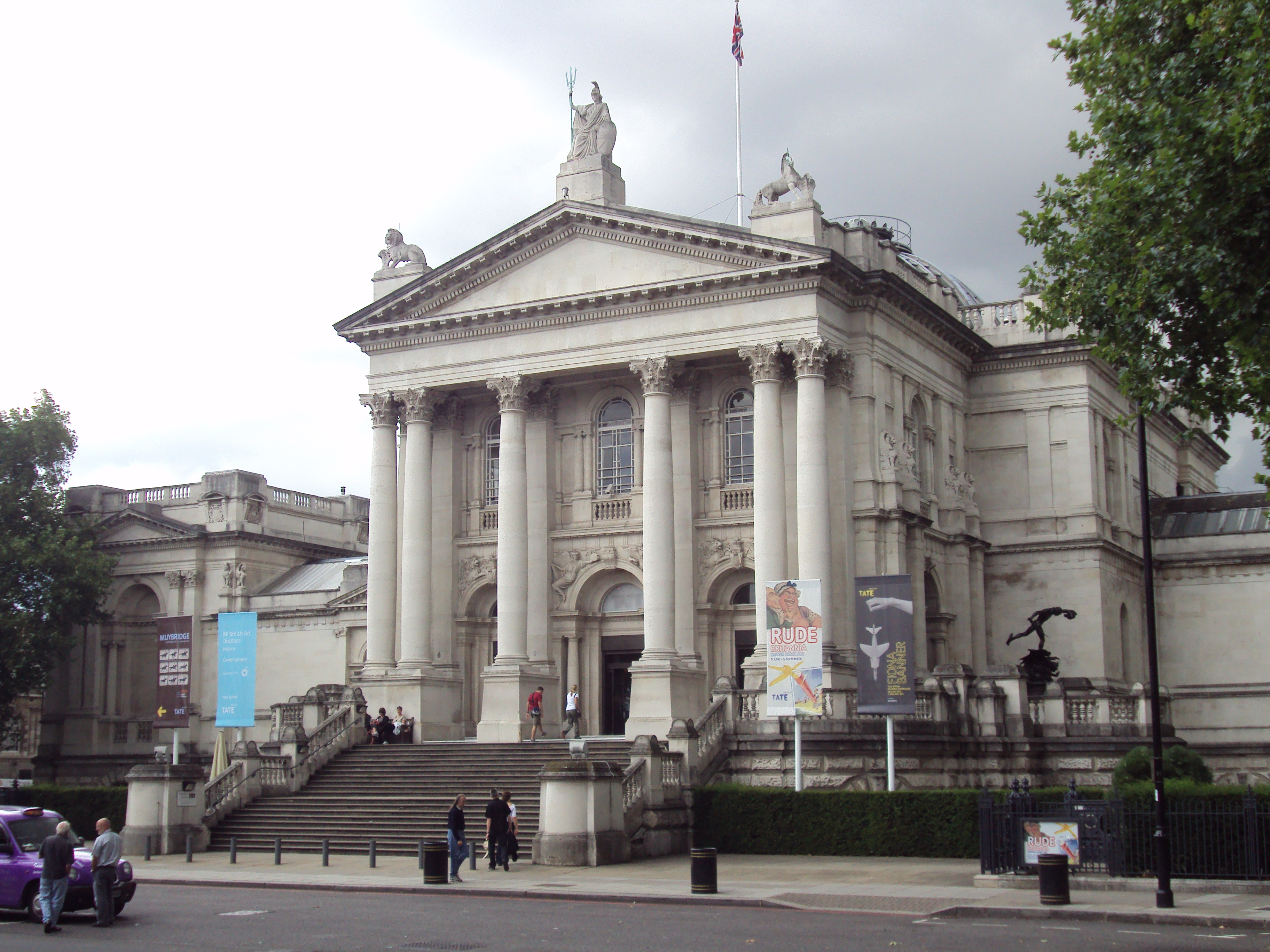
Tate Britain, Millbank

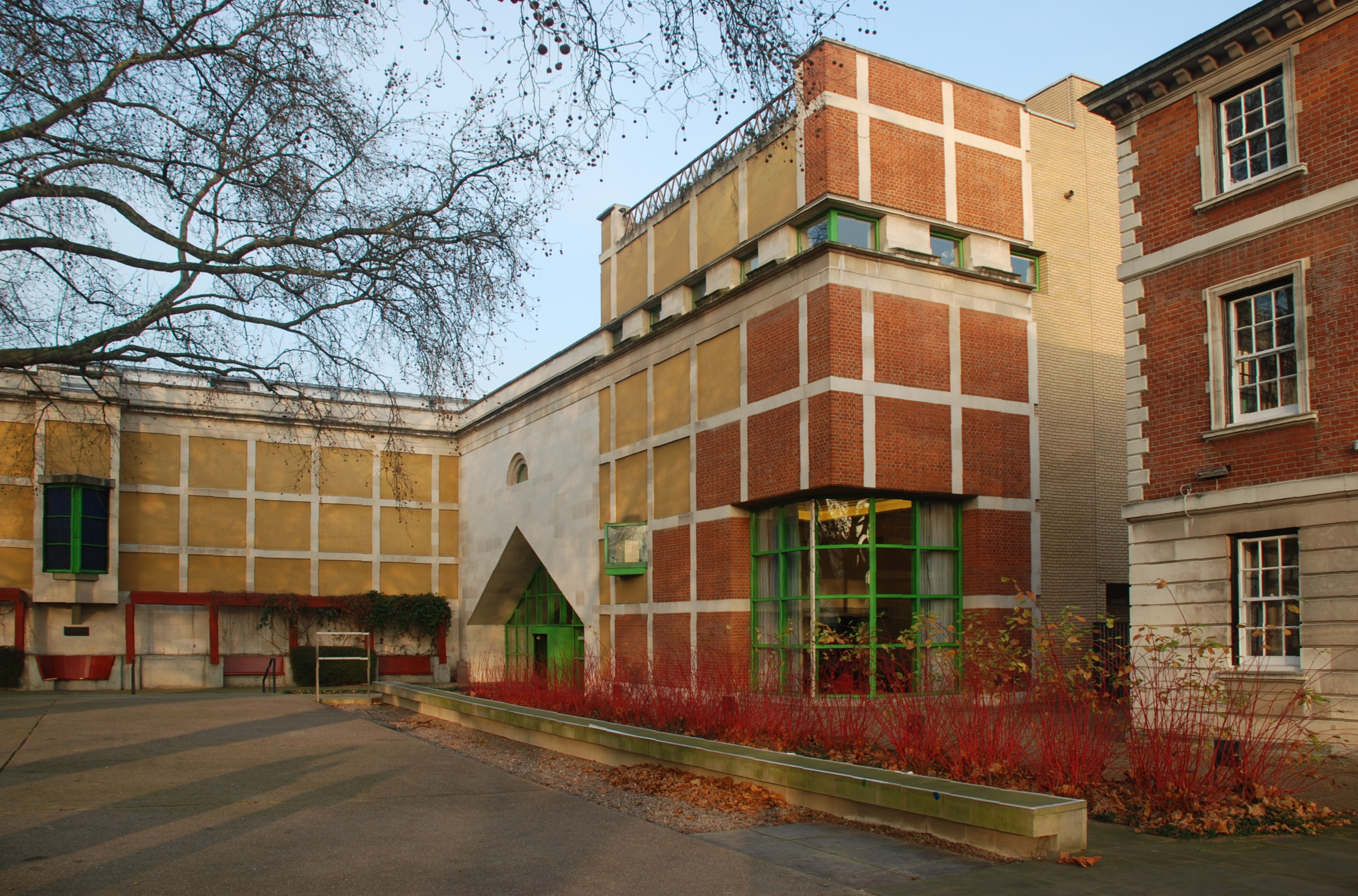
De Clore Gallery, ontworpen door James Stirling

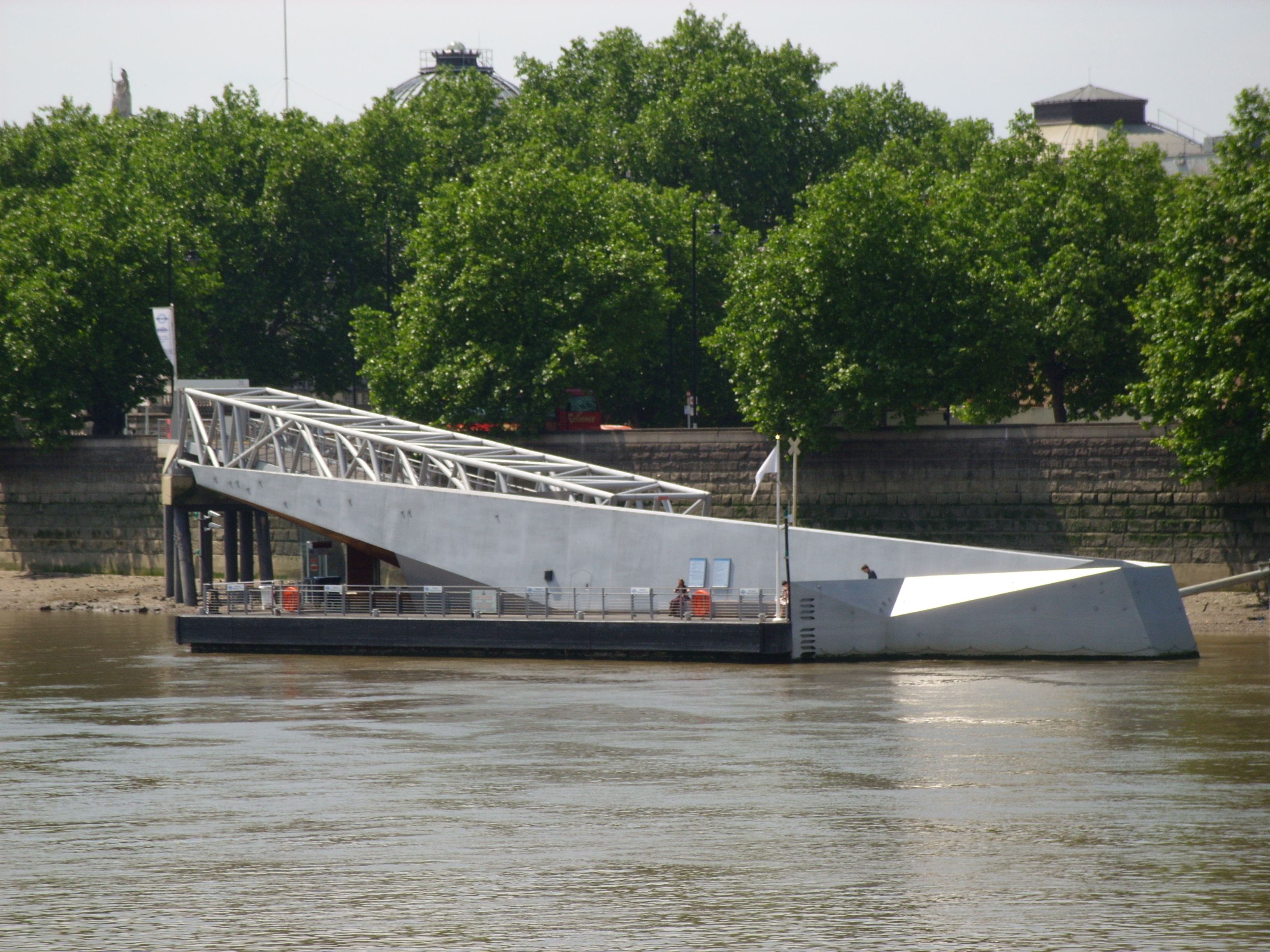
Steiger van de bootverbinding met Tate Modern

Tate Britain is een museum in Londen. Het maakt, samen met Tate Modern, Tate Liverpool en Tate St Ives, deel uit van de Tate-groep.

## Geschiedenis
Tate Britain, tot 1932 de National Gallery of British Art en daarna de Tate Gallery geheten, is gehuisvest op het terrein van de voormalige Millbank Prison. Het hoofdgebouw is ontworpen door Sidney R. J. Smith met een classicistische zuilengalerij en een koepelgewelf. De bouw ving aan in 1893 en het museum werd geopend op 21 juli 1897. Diverse uitbreidingen zijn in de loop der jaren aan het museum toegevoegd, waardoor langzaamaan sprake was van een complex aan gebouwen. De centrale beeldengalerij werd destijds ontworpen door John Russell Pope.
Het museum werd in 2000 omgedoopt in "Tate Britain", vanwege de opening van Tate Modern aan de andere oever van de Theems. De exposities zijn nu toegespitst op oudere en hedendaagse Britse kunst. De Clore Gallery uit 1987, ontworpen door James Stirling, herbergt werken van William Turner.
Tate Britain en Tate Modern zijn door de snelle bootverbinding "Tate Boat" over de Theems met elkaar verbonden. De boot doet denken aan een haai die oprijst uit het water en is gedecoreerd met spots, gebaseerd op schilderijen met eenzelfde thema van de kunstenaar Damien Hirst.

## Exposities
- Tate Britain is ieder jaar de gastheer voor de soms controversiële Turner Prize, met onder andere een tentoonstelling van de vier genomineerden (die tot 2016 onder de vijftig jaar moesten zijn), geselecteerd door een jury onder voorzitterschap van de algemeen directeur van Tate Galleries. Dit evenement wordt verdeeld over het hele jaar, met de nominatie in mei, de opening van de tentoonstelling in oktober en de uiteindelijke prijsuitreiking in december. Uiteraard krijgt ieder evenement persaandacht en wordt er ieder jaar door kunstenaarsgroeperingen gedemonstreerd tegen de prijs.
- Om de drie jaar vindt in het museum een triënnale plaats met een gastcurator die een overzicht toont van hedendaagse Britse kunst.
- Art Now is een kleinere wisselexpositie in een vaste zaal voor het werk van een hedendaags kunstenaar.

## Collectie

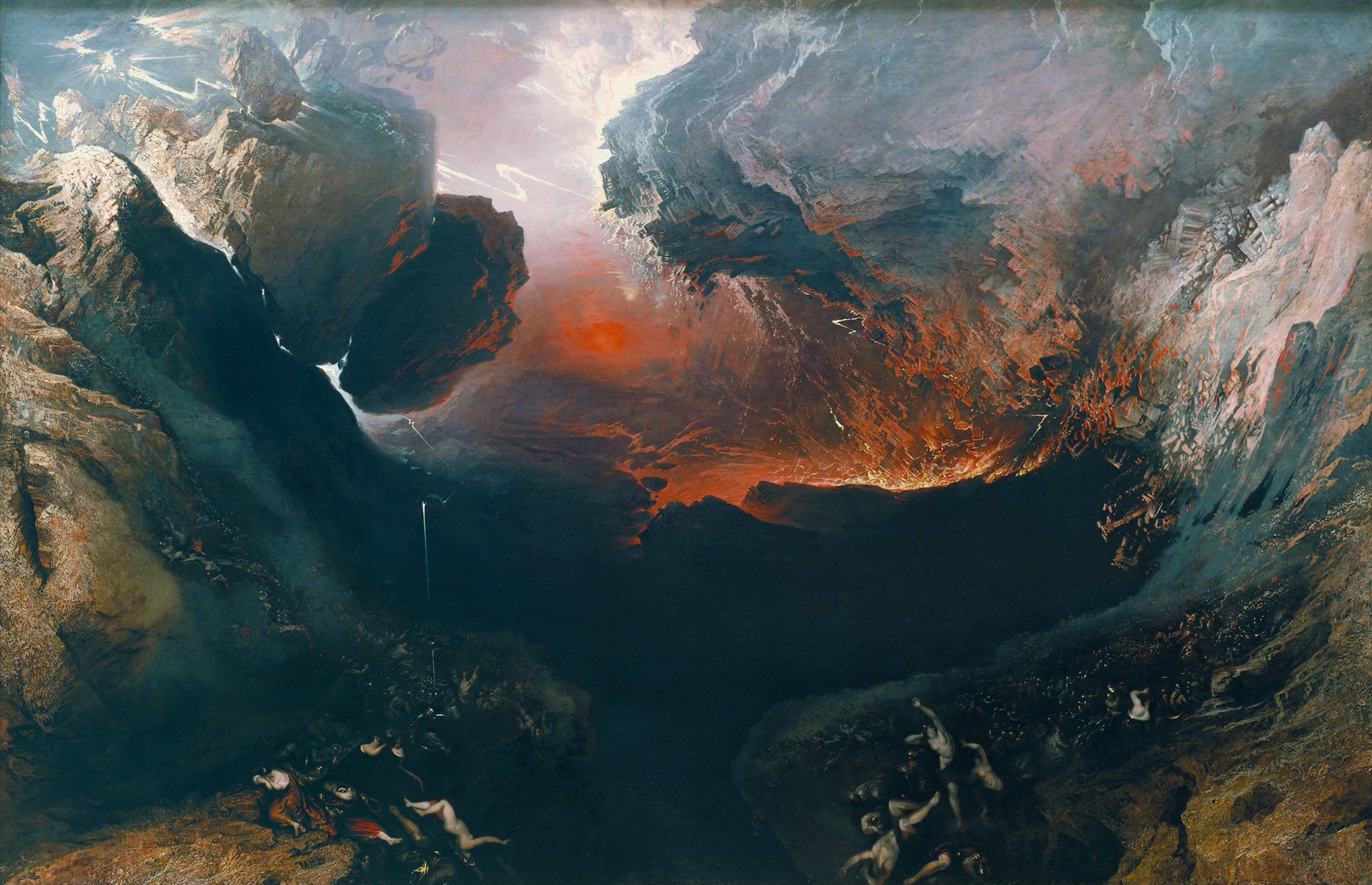
John Martin. The Great Day of His Wrath (ca. 1851)

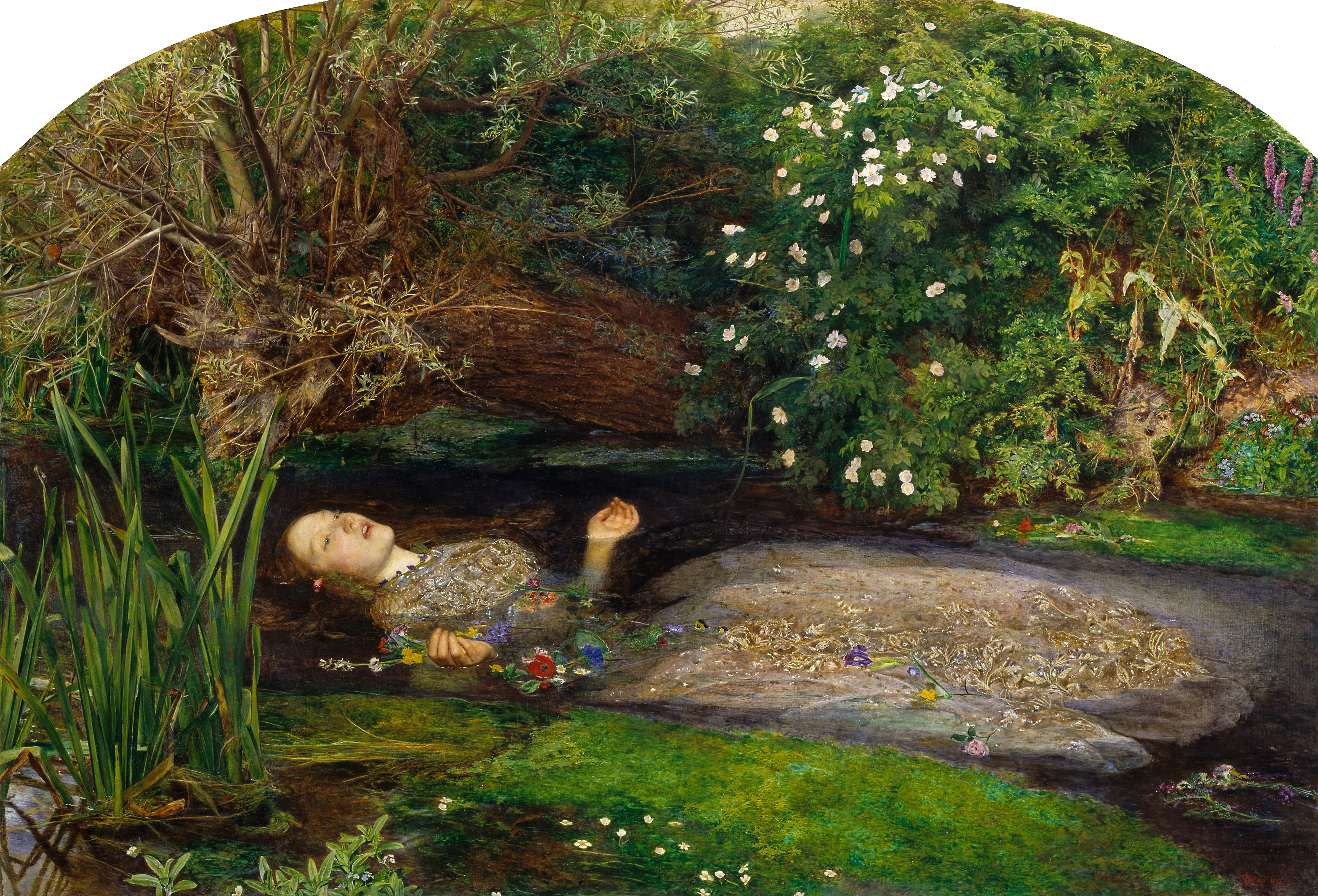
John Everett Millais, Ophelia (1852)

Tate Britain is het nationale museum voor Britse kunst van 1500 tot heden. Als zodanig heeft het de grootste collectie ter wereld op dat gebied. Tot de meer recente kunstenaars behoren onder anderen David Hockney, Peter Blake en Francis Bacon. Individuele werken kunnen zich ook in een van de andere Tate-vestigingen of in depot bevinden. Tot de permanent tentoongestelde topwerken behoren:
- The Cholmondeley Ladies door onbekende 17e-eeuwse kunstenaar
- The Painter and his Pug door William Hogarth
- Auguste Vestris en Giovanna Baccelli door Thomas Gainsborough
- The Opening of Waterloo Bridge seen from Whitehall Stairs en Malvern Hall door John Constable
- Three Ladies Adorning a Term of Hymen door Joshua Reynolds
- Horse Attacked by a Lion door George Stubbs
- The Great Day of His Wrath door John Martin
- Sneeuwstorm - stoomboot bij de mond van een haven, The Golden Bough, Flint Castle en Norham Castle, Sunrise, door William Turner
- Nocturne: Blue and Gold - Old Battersea Bridge door James McNeill Whistler
- The Lady of Shalott door John William Waterhouse
- Newton door William Blake
- Ophelia door John Everett Millais
- The Death of Chatterton door Henry Wallis
- Beata Beatrix door Dante Gabriel Rossetti
- The Resurrection, Cookham door Stanley Spencer
- The Mud Bath door David Bomberg
- Three Studies for Figures at the Base of a Crucifixion door Francis Bacon
- Recumbent Figure door Henry Moore

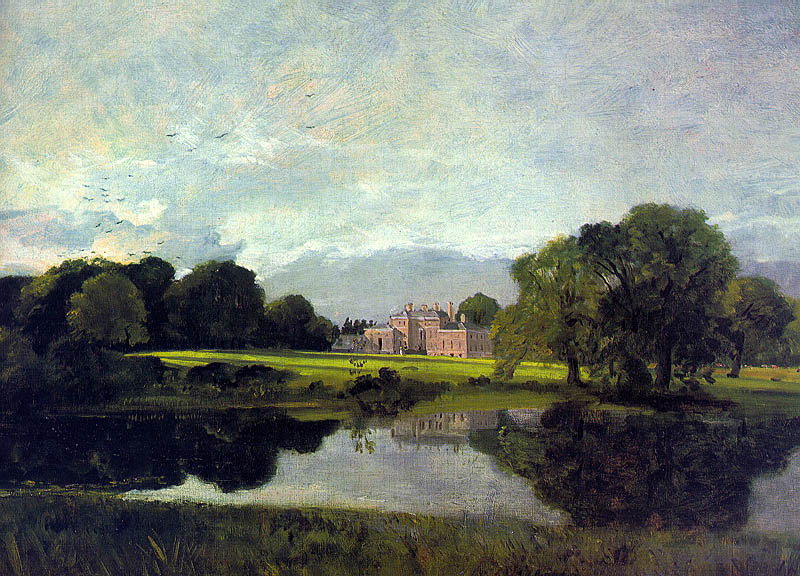
John Constable, Malvern Hall (1809)
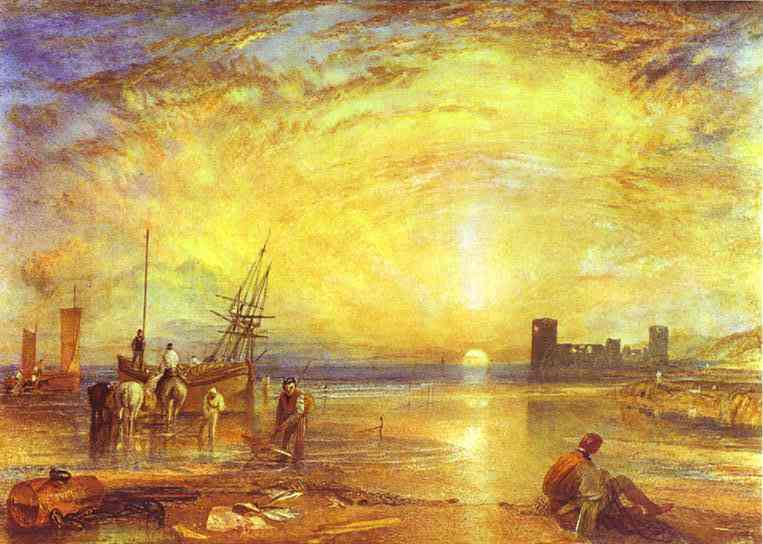
J.M.W. Turner, Flint Castle (1838)
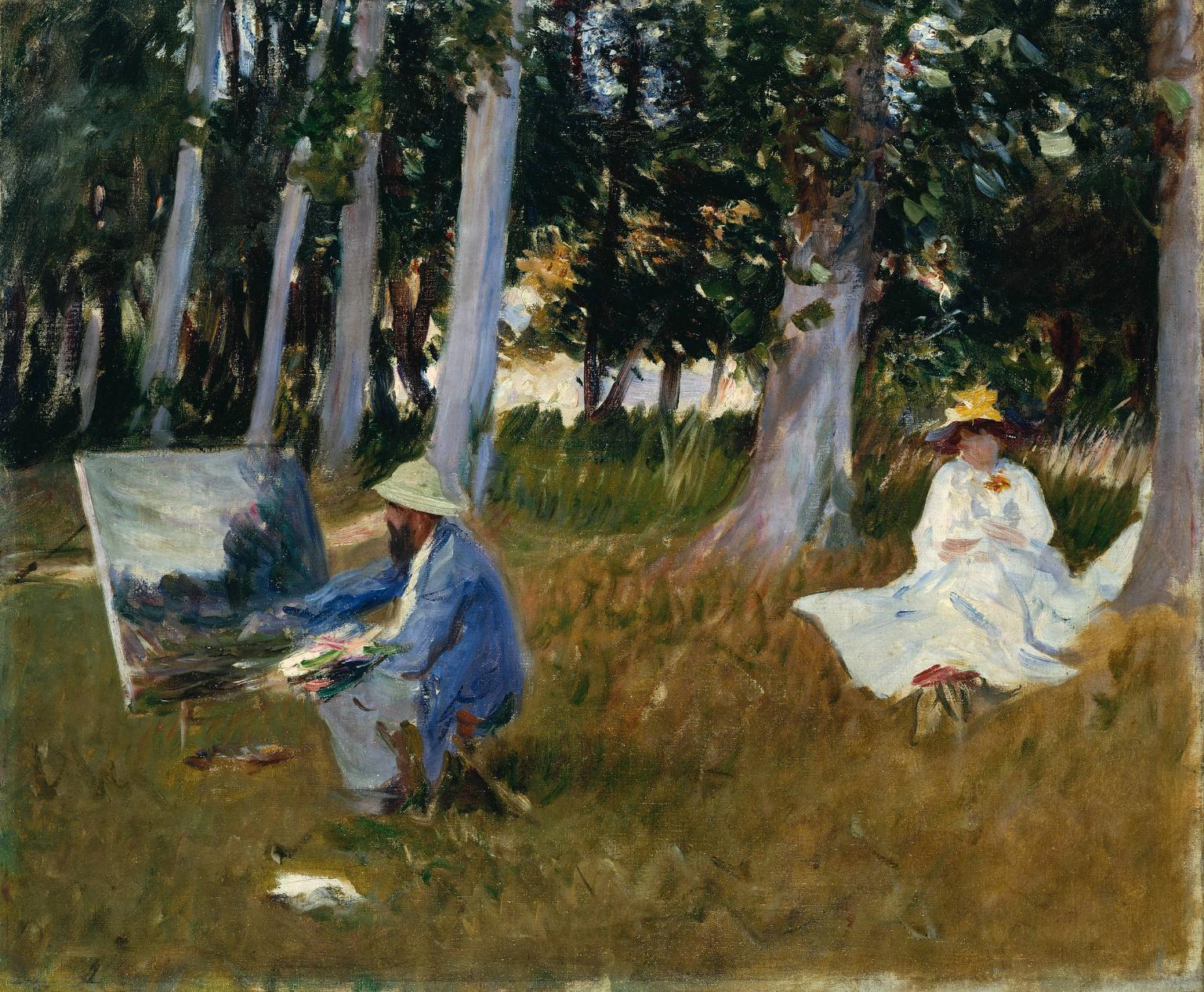
John Singer Sargent, Claude Monet Painting (1885)
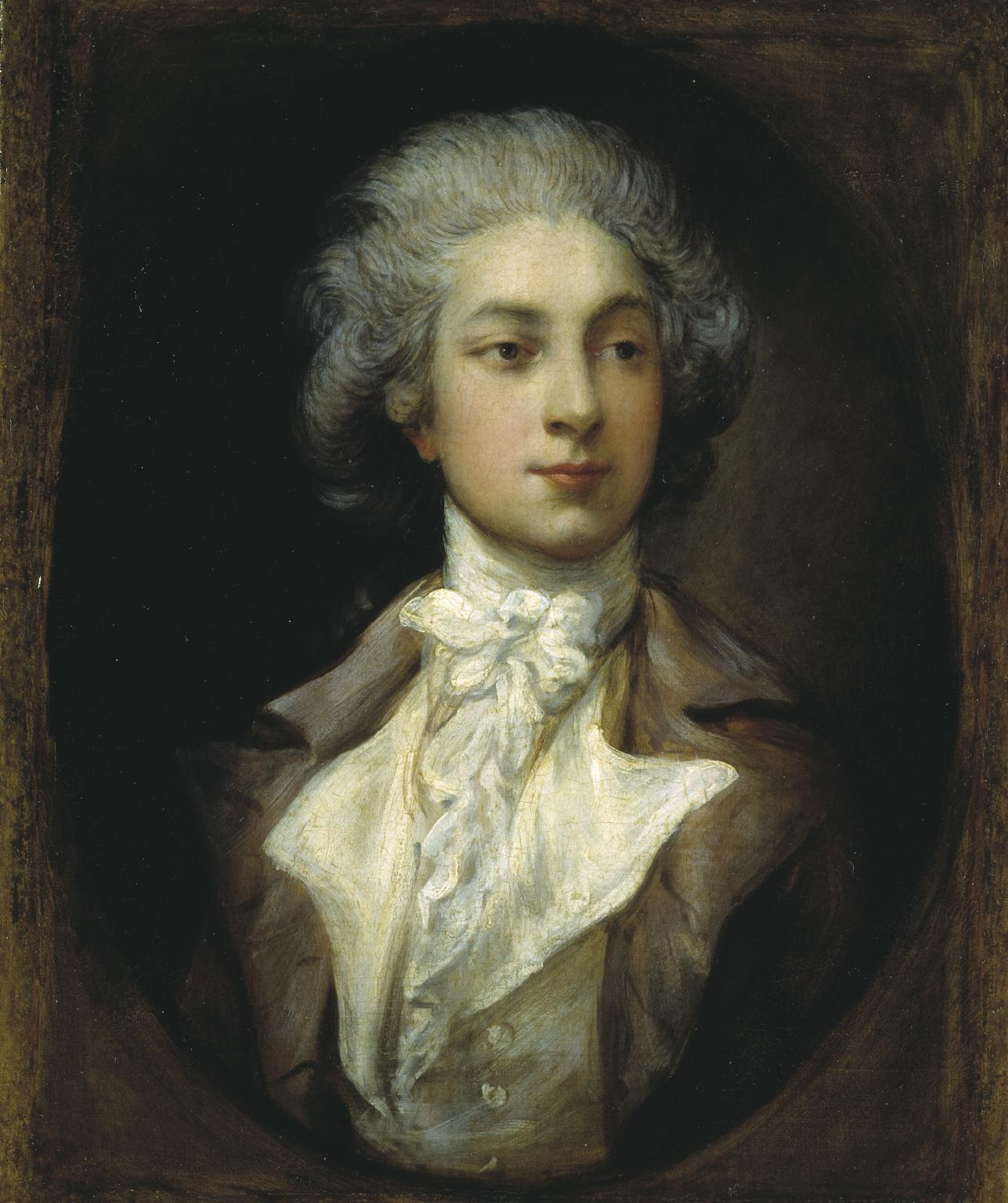
Thomas Gainsborough, Auguste Vestris (1858)